# Elaeagnus murakamiana
Elaeagnus murakamiana — вид квіткових рослин з родини маслинкових (Elaeagnaceae). Поширення: Японія (південний Хонсю, Сікоку).

## Середовище
Росте в горбистих районах теплих регіонів.

## Біоморфологічна характеристика
Виростають до висоти менше 4 метрів. Цвіте у квітні та травні. Плоди дрібні, діаметром 7–8 мм, їстівні.